# Sibelis Veranes
Sibelis Veranes Morell (* 5. Februar 1974 in Santiago de Cuba) ist eine ehemalige kubanische Judoka. Sie gewann 2000 die olympische Goldmedaille im Mittelgewicht der Frauen.

## Sportliche Karriere
Die 1,64 m große Odalis Revé trat während ihrer ganzen Karriere im Mittelgewicht an. Bei den kubanischen Landesmeisterschaften hatte von 1988 bis 1994 Odalis Revé gesiegt, dahinter belegte Veranes ab 1991 viermal den zweiten Platz. Von 1995 bis 2000 gewann Veranes den Titel.
Im Herbst 1996 gewann Veranes den Titel bei den Panamerikanischen Meisterschaften. Im Januar 1997 siegten die Kubanerinnen bei den Mannschaftsweltmeisterschaften. Im Februar gewann Veranes in Leonding ihr erstes Weltcupturnier. Im Sommer folgte ihr zweiter Titel bei den Panamerikanischen Meisterschaften. 1998 gewann sie das Tournoi de Paris und die Panamerikanischen Meisterschaften, die Kubanerinnen verteidigten ihren Titel bei den Mannschaftsweltmeisterschaften.
Im Sommer 1999 gewann Sibelis Veranes drei Titel hintereinander. Bei der Sommer-Universiade 1999 bezwang sie im Finale die Japanerin Miki Amao. Im Finale der Panamerikanischen Spielen 1999 besiegte sie Xiomara Griffith aus Venezuela. Schließlich gewann sie den Titel bei den Weltmeisterschaften in Birmingham, als sie im Finale die Belgierin Ulla Werbrouck schlug.
Im Februar 2000 verlor sie ihren Auftaktkampf beim Tournoi de Paris gegen Miki Amao. Danach gewann sie im Februar und März bei vier von fünf Weltcup-Turnieren, nur bei den Polish Open in Warschau unterlag sie der Tschechin Andrea Pažoutová im Finale. Bei den Olympischen Spielen 2000 in Sydney besiegte sie nacheinander die Deutsche  Yvonne Wansart, die US-Amerikanerin Sandra Bacher und die Südkoreanerin Cho Min-sun. Durch ihren Finalsieg über die Britin Kate Howey sicherte sich Veranes die Goldmedaille.
2002 trat Veranes noch einmal international an. Sie siegte mit ihrem Team bei den Mannschaftsweltmeisterschaften und gewann den Titel bei den Panamerikanischen Meisterschaften. Danach endete ihre Karriere.